# Streblocera macroscapa
Streblocera macroscapa är en stekelart som först beskrevs av Johannes Friedrich Ruthe 1856.  Streblocera macroscapa ingår i släktet Streblocera och familjen bracksteklar. Arten är reproducerande i Sverige. Inga underarter finns listade i Catalogue of Life.